# Tossal de la Pleta dels Alls
El Tossal de la Pleta dels Alls és una muntanya de 2.022 metres que es troba al municipi del Pont de Suert, a la comarca catalana de l'Alta Ribagorça.